# Neophyllura arbuticola
Neophyllura arbuticola är en insektsart som först beskrevs av Crawford 1914.  Neophyllura arbuticola ingår i släktet Neophyllura och familjen rundbladloppor. Inga underarter finns listade i Catalogue of Life.